# Centrale solaire PS10
La centrale solaire PS10 (en espagnol : Planta Solar 10), est la première centrale solaire thermique commerciale en Europe. Elle est située près de Séville, en Andalousie, Espagne. Elle est constituée de 624 grands miroirs mobiles appelés héliostats. Sa tour solaire a une puissance électrique nominale de 11 MW (mégawatts). Il a fallu quatre ans pour la construire et elle a coûté 35 M€.

## Fournisseurs
Les miroirs ont été livrés par Abengoa, le récepteur solaire a été conçu et construit par Tecnical-Tecnicas Reunidas, société d'ingénierie espagnole, et la tour solaire a été conçue et construite par ALTAC, une autre société d'ingénierie et de construction espagnole.

## Caractéristiques

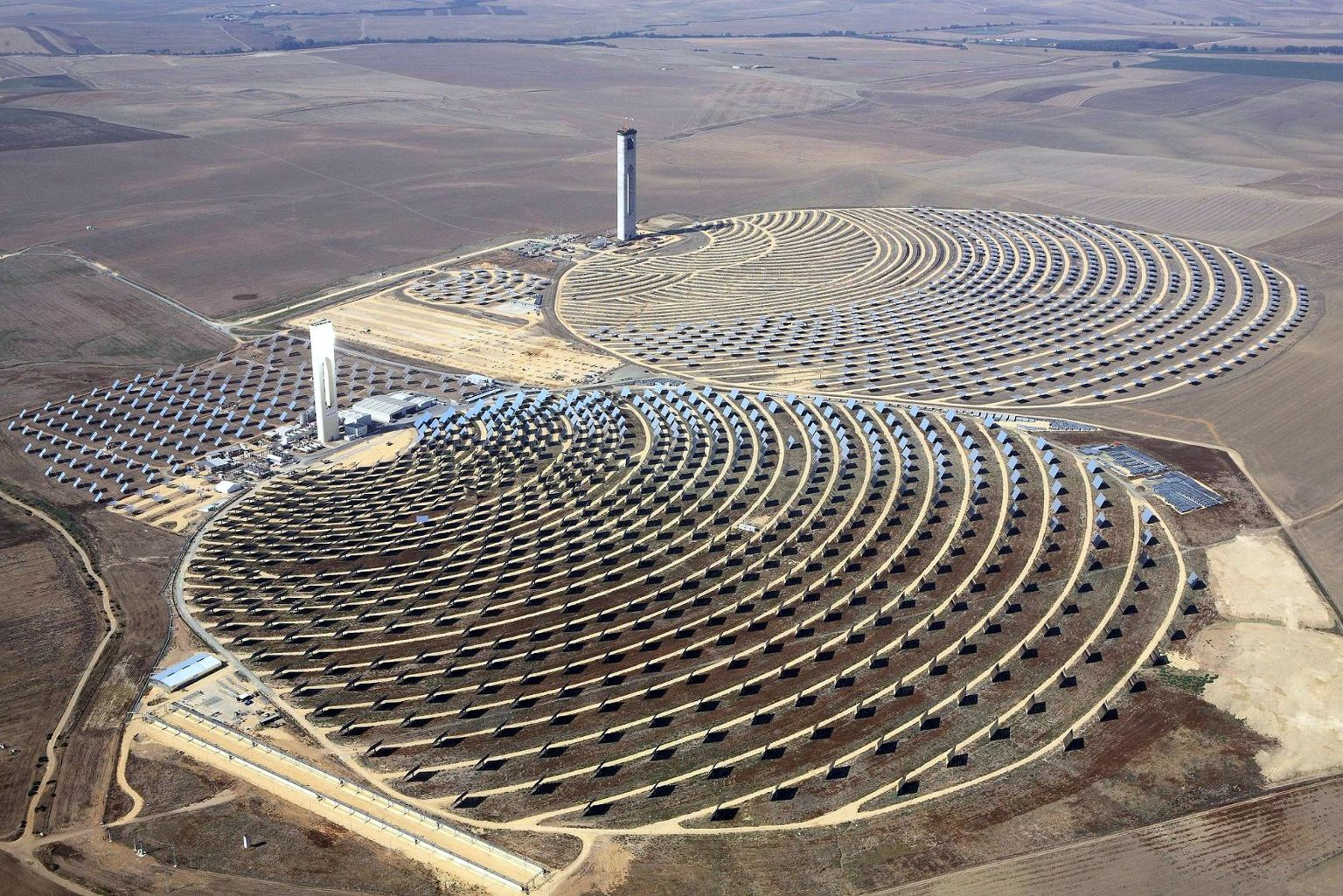
La centrale solaire PS10 au premier plan et la centrale solaire PS20 à l'arrière-plan.

Chaque miroir a une surface de 120 m2 qui concentre les rayons du soleil au sommet d'une tour solaire de 115 mètres de haut, où un récepteur solaire et une turbine à vapeur sont situés. La turbine entraîne un alternateur, produisant de l'électricité.

## Plans futurs

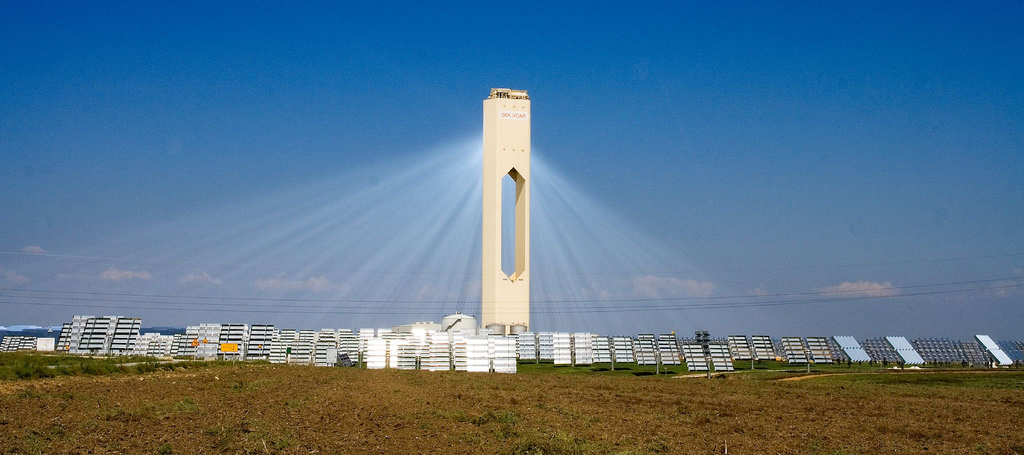
La centrale PS10 près de Séville en Espagne. Quand cette photo a été prise, de la poussière dans l'air a rendu la lumière convergente visible.

La PS10 est la première d'une série de centrales solaires à être construites dans la même zone afin d'atteindre une puissance totale installée de 300 MW d'ici 2013. La production d'électricité se fait en utilisant plusieurs technologies. Les deux premières centrales à être mises en fonctionnement à Sanlúcar la Mayor sont la centrale solaire PS10, et la centrale photovoltaïque Sevilla, la plus grande centrale photovoltaïque à faible concentration en Europe.
Une centrale de technologie similaire, la centrale PS20 a été achevée en 2009 et est aussi en fonctionnement. Quatre autres usines sont prévues : AZ20 et Solnova 1, Solnova 2, Solnova 3, dans la même région où PS10 a été construite. Les centrales PS20 et AZ20 sont des centrales jumelles d'une puissance de 20 MWe, basée sur le même concept que la PS10.

## Stockage de l'énergie
La tour solaire PS10 stocke la chaleur dans des réservoirs d'eau surchauffée, sous une pression de 50 bars et à une température de 285 °C. L'eau s'évapore quand la pression baisse. La capacité de stockage est d'une heure. Cependant, il y a beaucoup de facteurs qui militent pour l'utilisation de sels fondus comme moyen de stockage d'énergie car ils permettent une grande capacité de stockage d'énergie pendant de longues périodes de temps avec des pertes insignifiantes.

### Sources
- (en) Cet article est partiellement ou en totalité issu de l’article de Wikipédia en anglais intitulé « PS10 solar power plant » (voir la liste des auteurs).